# Trisagi
El trisagi, en el cristianisme, és aquell himne, que es recita durant la litúrgia, i en el qual es repeteix tres vegades la paraula ‘‘sant’’ (ἄγιος), adreçat a Déu, a Crist o a la Trinitat.
Es tracta d'un breu cant o aclamació, nascut a la riba oriental de la Mediterrània, a Antioquia, que s'escampà ben aviat per totes les terres del voltant, i per totes les tradicions litúrgiques cristianes, tant a Orient com a Occident.
Existeixen dues menes de trisagis: un que és un text bíblic, conegut amb el nom de "Sanctus" i que és cantat a la missa (“Sant, sant, sant és el Senyor Déu de l'univers..."); i un altre que és una paràfrasi d'aquest (“Sant Déu, Sant Fort, Sant Immortal..."). Aparegut al segle v, a Síria, aquest trisagi era referit a Crist, bé que la tradició bizantina l'aplicà a la Santíssima Trinitat. Al voltant del trisagi sorgiren diverses discussions, que originaren una producció literària molt abundant. El trisagi, conegut per totes les tradicions litúrgiques, als Països Catalans, era recitat especialment en moments de perill o de calamitats.
Pel que fa a l'etimologia, "trisagi" procedeix de la paraula grega "τρίsἄγιος" (‘tres vegades sant’), composta de "τρίs" (‘tres vegades') i "ἄγιος" (‘sant’).